# Waldbahn Selennik
| Waldbahn Selennik       | Waldbahn Selennik   |
| ----------------------- | ------------------- |
| Waldbahn Selennik       |                     |
| Waldbahn Selennik, 2014 |                     |
| Streckenlänge:          | 57 km               |
| Spurweite:              | 750 mm (Schmalspur) |
|                         |                     |

Die Waldbahn Selennik (russisch Зеленниковская узкоколейная железная дорога, transkr. Selennikowskaja uskokoleinaja schelesnaja doroga, transl. Zelennikovskaâ uzkokolejnaâ železnaâ doroga) mit einer Spurweite von 750 Millimeter liegt beim Dorf Selennik in der Oblast Archangelsk in Russland.

## Geschichte
Die Waldeisenbahn wurde 1949 in Betrieb genommen. Sie ist noch ganzjährig in Betrieb. Das Streckennetz war zwischenzeitlich mehr als 84 Kilometer lang, heute werden noch 57 Kilometer davon benutzt. Die Bahn wird vom Papierhersteller OJSC der Ilim Group zum Transport von gefällten Bäumen und von Waldarbeitern eingesetzt.

## Fahrzeuge
Lokomotiven
- ТУ4 Nr. 2663
- ТУ6A Nr. 0726 mit Schneepflug, 3459, 2061, 3080
- ТУ8 Nr. 0333, 0191
- Draisine TD-5U Pioneer

Güter- und Personenwagen

Es gibt mehrere Langholzwagen, offene und geschlossene Güterwagen, Tankwagen, Schüttgutwagen für den Schottertransport beim Gleisbau sowie mindestens einen Schneepflug und Schienendrehkräne des Typs LT-110 (№ 007). Außer Personenwagen gibt es auch einfache Speise- oder Aufenthaltswagen.

## Galerie

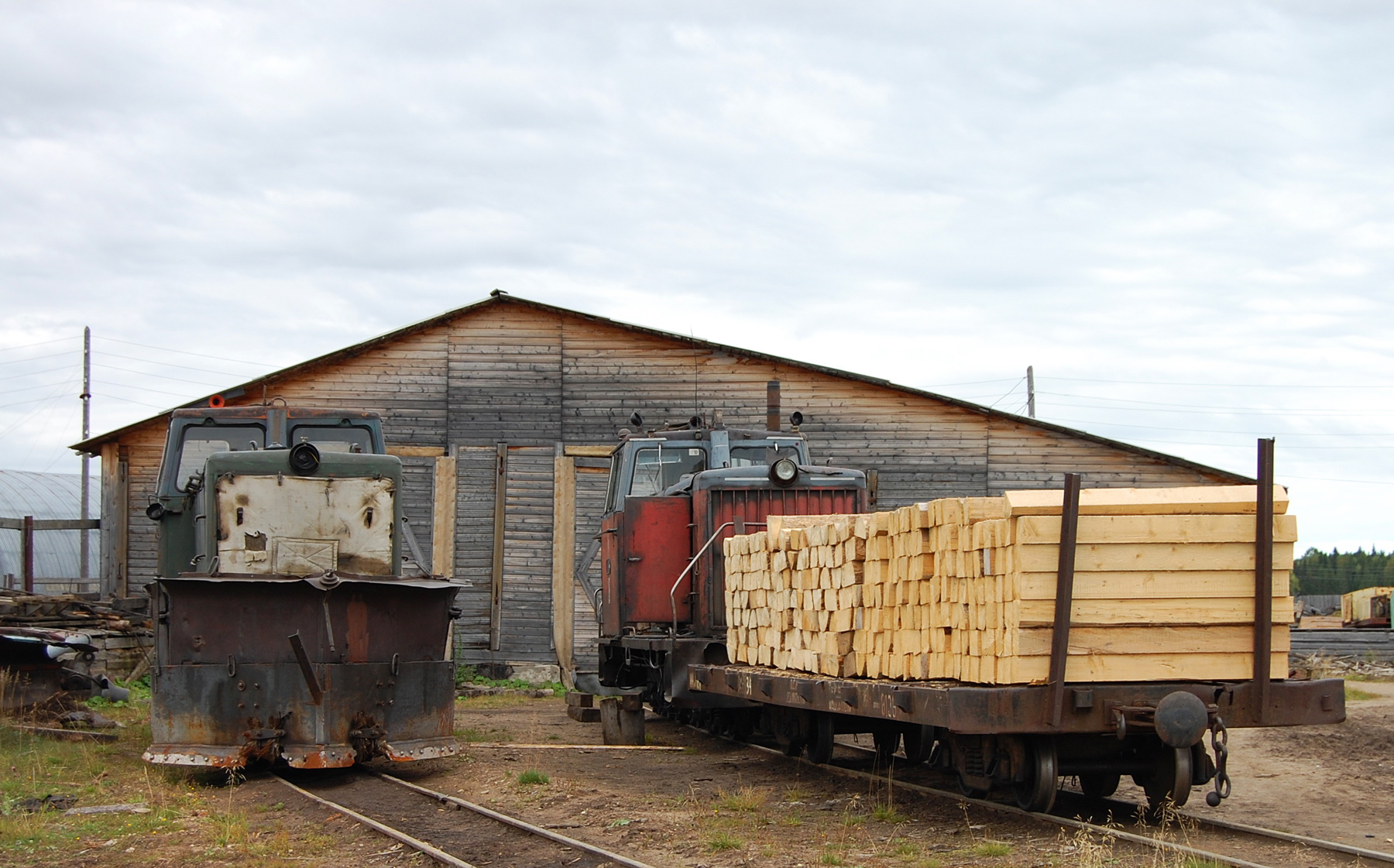
Dieselloks ТУ6A Nr. 0726 mit Schneepflug und Nr. 3080
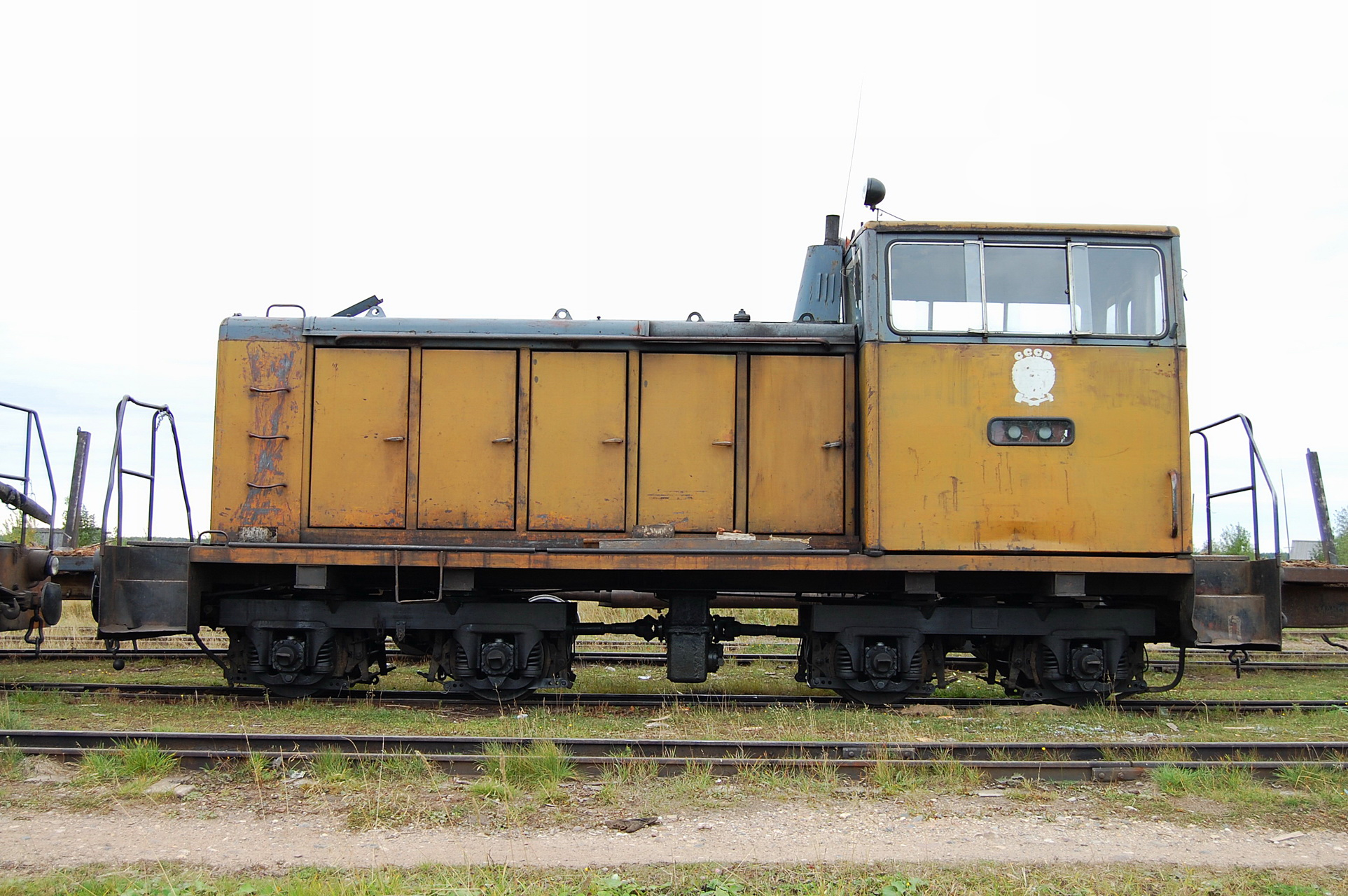
Diesellok ТУ6A Nr. 3459
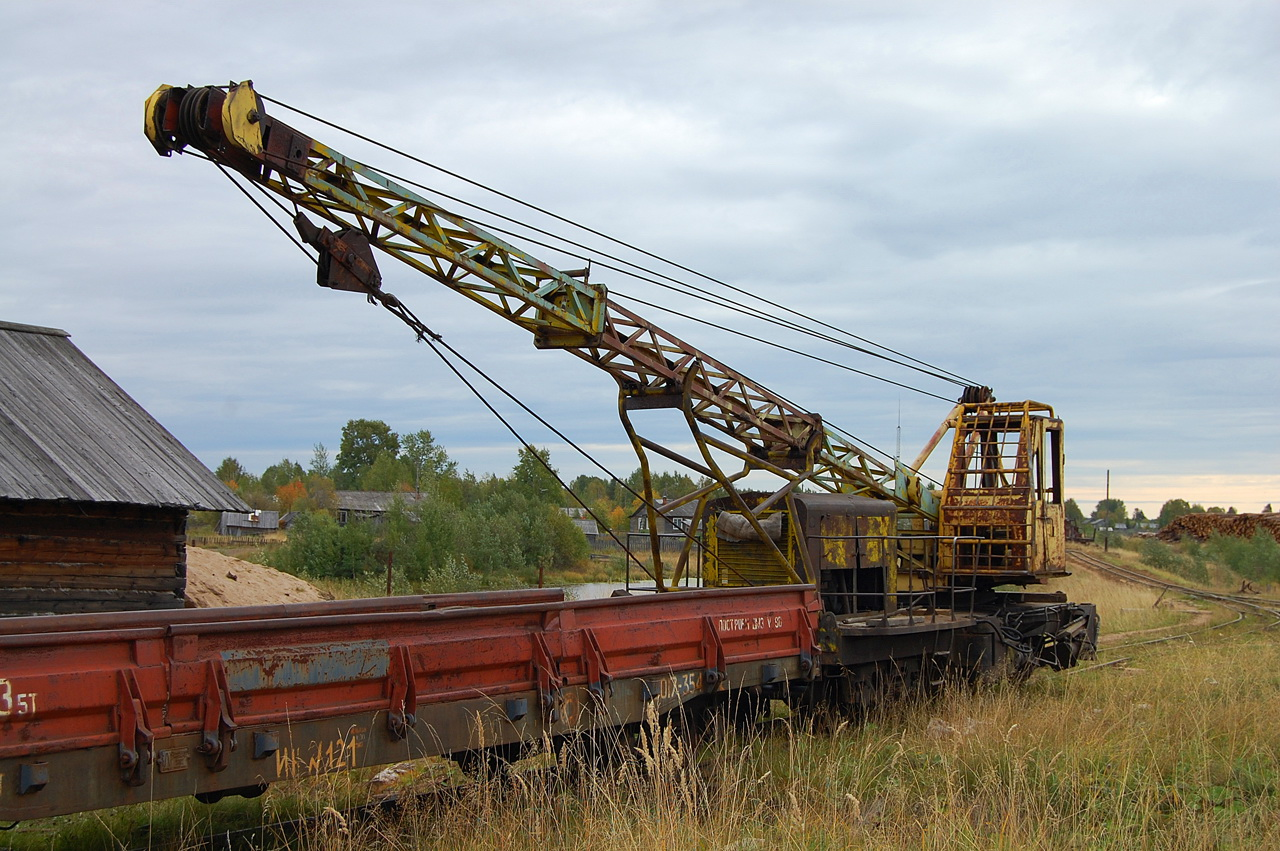
Kran LT-110 Nr.007
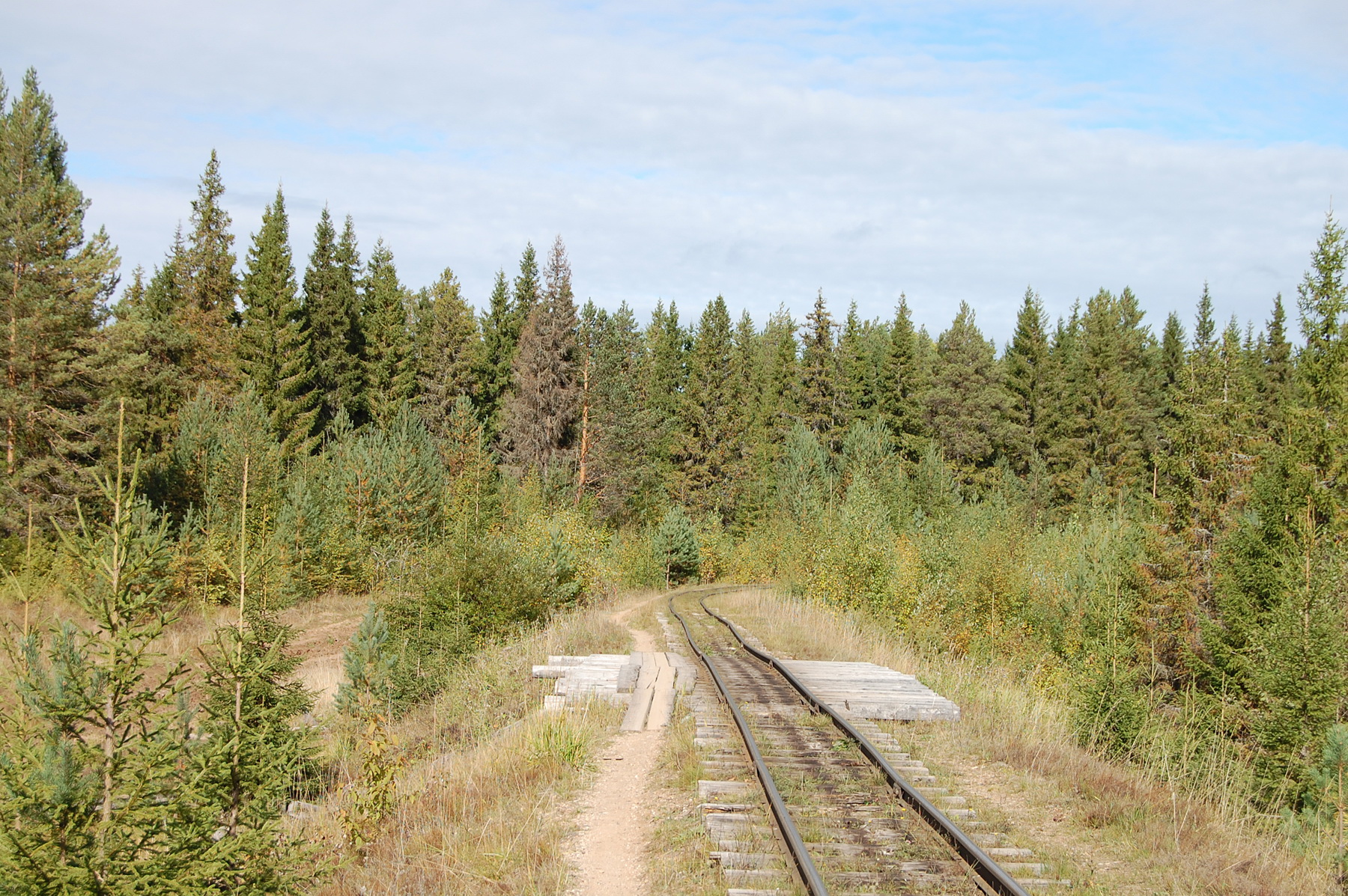
Waldbahn Selennik
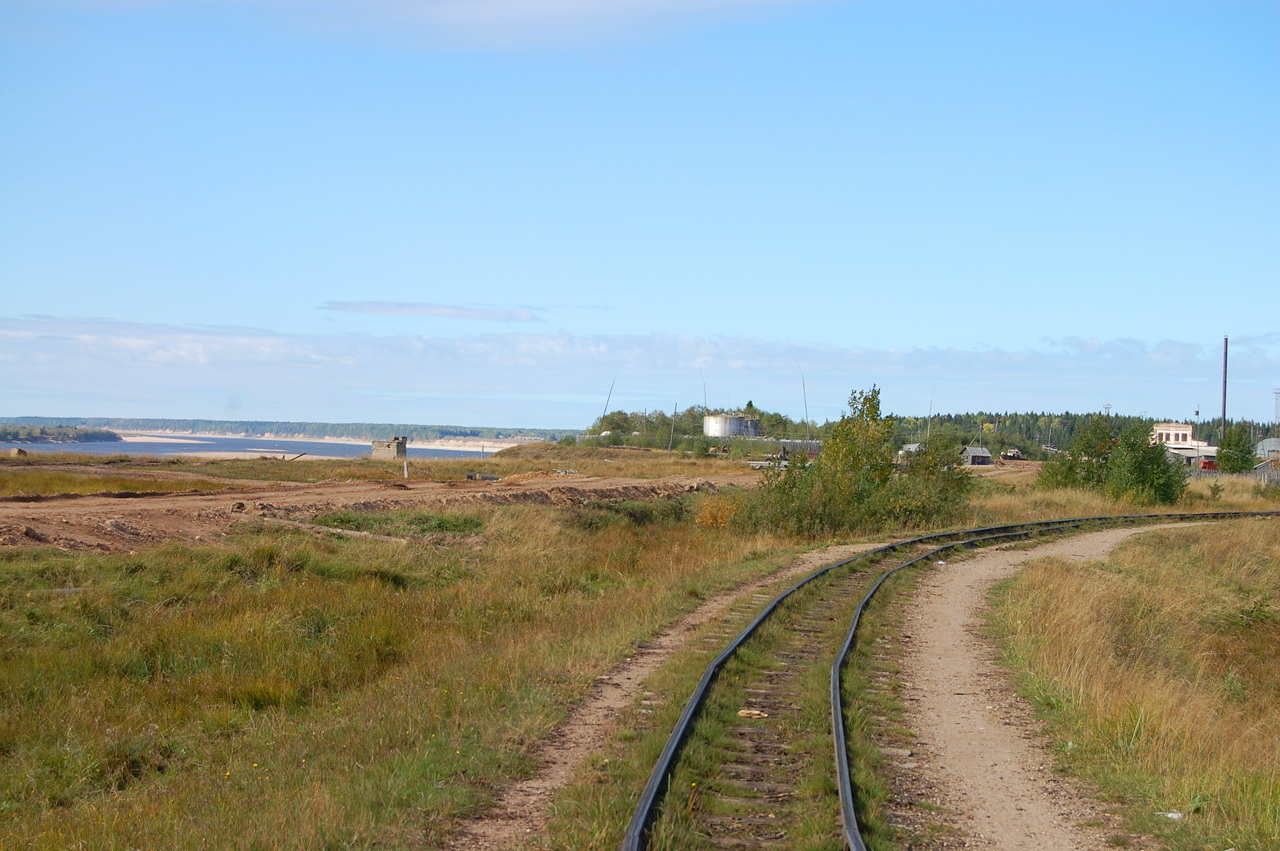
Waldbahn Selennik
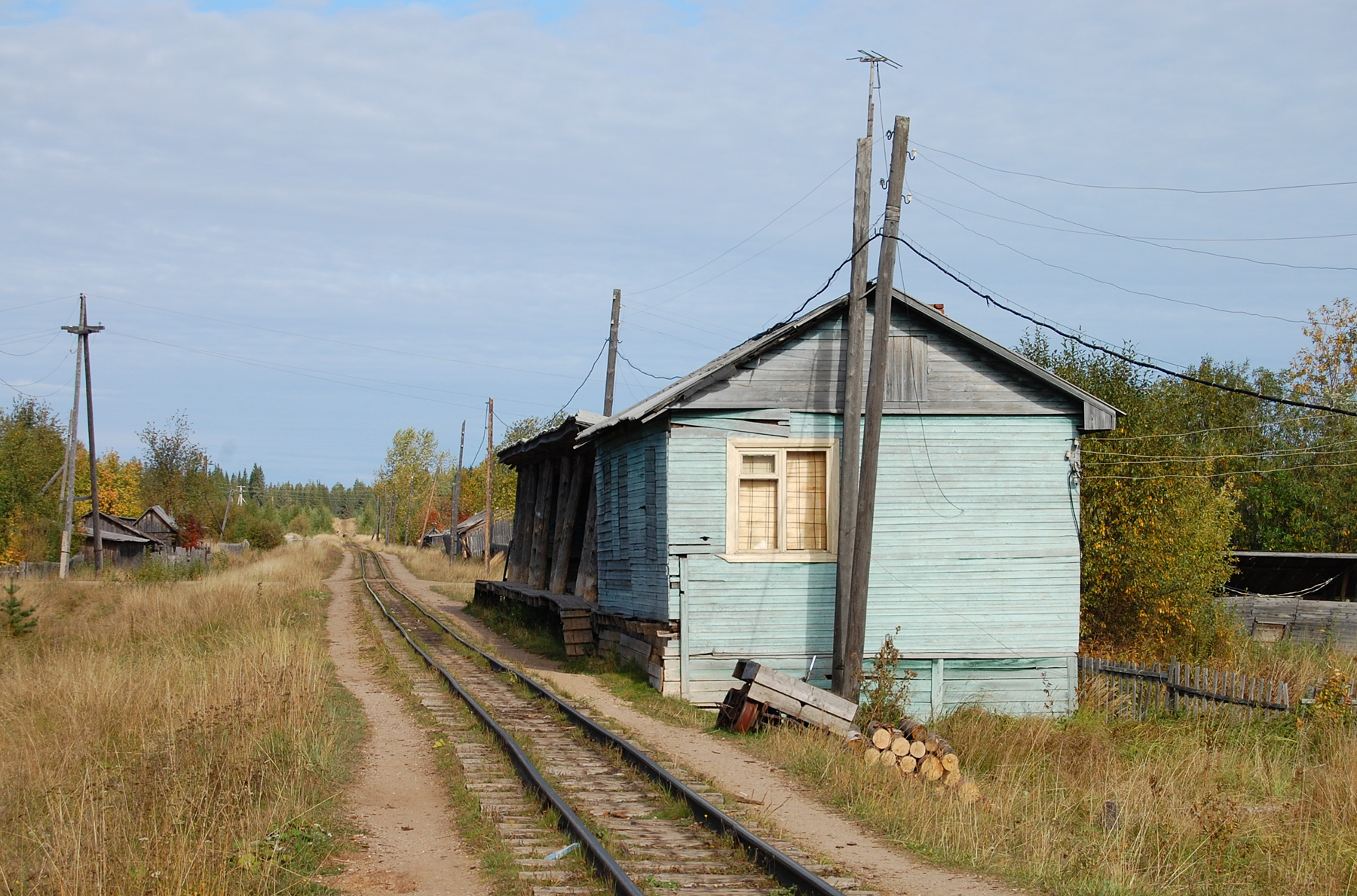
Selennik Personenbahnhof